# Lend a Paw
Lend a Paw (Brasil: Me Dê uma Pata) é um filme de animação em curta-metragem estadunidense de 1941 dirigido e escrito por Clyde Geronimi. Venceu o Oscar de melhor curta-metragem de animação na edição de 1942.